# Юозапайтис, Витаутас (композитор)
Вита́утас Юозапа́йтис (лит. Vytautas Juozapaitis; 3 декабря 1936, Пикуоляй — 7 апреля 2025) — литовский композитор, дирижёр. Брат Юргиса Юозапайтиса. Заслуженный деятель искусств Литовской ССР (1986).

## Биография
Учился в Литовской консерватории (сначала искусству хормейстера, затем композиции). Ученик Юлюса Юзелюнаса. В 1964—1978 — звукорежиссёр Гостелерадио Литовской ССР, в 1969—1978 — руководитель организованного им ансамбля «Армоника». В основе творчества — инструментальная музыка.
Также занимался общественной деятельностью, участвовал в организации нескольких Праздников песни, других музыкальных мероприятий в Вильнюсе, Каунасе, Кедайняй, Тракай и Таураге. В 1975, 1980 и 1985 годах был главным дирижером деревенских капелл на Праздниках песни.
Неоднократно был награжден почетными премиями имени Стасиса Шимкуса, Йонаса Шведаса, Юозаса Науялиса и др.
Умер 7 апреля 2025 года в возрасте 88 лет.

## Сочинения
- 1981 — оратория «Земля, Человек и Родина»
- 1985 — оратория «Дуб»
- 1981 — кантата «Ода Родине и миру»
- 1971—1998 — 5 симфоний (2-я — для струнного оркестра)
- 1973 — увертюра для духового оркестра
- 7 струнных квартетов
- сонаты — для фортепиано, для бирбине соло, для 4-х валторн, для скрипки
- вокальные циклы, хоровые песни

## Награды
- 1986 — Заслуженный деятель искусств Литовской ССР